# McLeod Ganj
McLeod Ganj – niewielka miejscowość w północnych Indiach w stanie Himachal Pradesh, w zachodnich Himalajach położona w pobliżu miasta Dharamsala. Znana jest przede wszystkim jako miejsce pobytu XIV Dalajlamy i centrum diaspory tybetańskiej w Indiach.

## Historia
W okresie panowania brytyjskiego McLeod Ganj był jedną z górskich miejscowości wypoczynkowych (tzw. hill stations), w których Anglicy szukali schronienia przed upalnym indyjskim latem. Nazwa miasta pochodzi od Davida McLeoda, ówczesnego gubernatora Pendżabu.
W 1960 r. premier Indii Jawaharlal Nehru zaproponował zbiegłemu z Tybetu dalajlamie i jego otoczeniu osiedlenie się w byłym ośrodku wypoczynkowym dla żołnierzy brytyjskich (McLeod Ganj), złożonym z ponad stu bungalowów i opuszczonym na początku XX wieku. Ten ośrodek wkrótce przekształcił się w ważne centrum polityczne, religijne i kulturalne tybetańskiej diaspory. Znajdują się tu główne organy Tybetańskiego Rządu na Uchodźstwie: parlament i ministerstwa oraz organizacje pozarządowe. Tutaj mieszczą się także najważniejsze instytucje oświatowe i kulturalne oraz liczne księgarnie. Wśród licznych klasztorów buddyjskich znajduje się oficjalna siedziba dalajlamy, gdzie mają miejsce publiczne audiencje.

## Instytucje tybetańskie w McLeod Ganj
- Tsuglag Khang - świątynia Dalajlamy
- Klasztor Namgyal
- Klasztor Neczung
- Biblioteka Tybetańska (Library of Tibetan Works and Archives), gromadząca tysiące manuskryptów[1]
- Tybetańska Wioska Dziecięca (Tibetan Children's Village)[1]
- Instytut Norbulingka, kształcący w zakresie rzemiosł, literatury i malarstwa[1]
- Instytut Medycyny i Astrologii Tybetańskiej Men-Tsee-Khang, kształci lekarzy tradycyjnej medycyny tybetańskiej i astrologów[1]
- Tybetański Instytut Sztuk Scenicznych (Tibetan Institute of Performing Arts (TIPA)), wyższa uczelnia, kształcąca w zakresie tradycyjnej muzyki, tańca i opery tybetańskiej[1]

## Turystyka
Turystyka międzynarodowa stanowi ważne źródło dochodu miasteczka, które stało się centrum sztuki (np. thanka) oraz tradycyjnego rękodzieła tybetańskiego.
Miejscowość posiada bogatą infrastrukturę turystyczno-gastronomiczno-edukacyjną: liczne hotele, domy noclegowe, sklepy i ośrodki oferujące rozmaite kursy, od medytacji po naukę języka tybetańskiego i kuchni tybetańskiej.

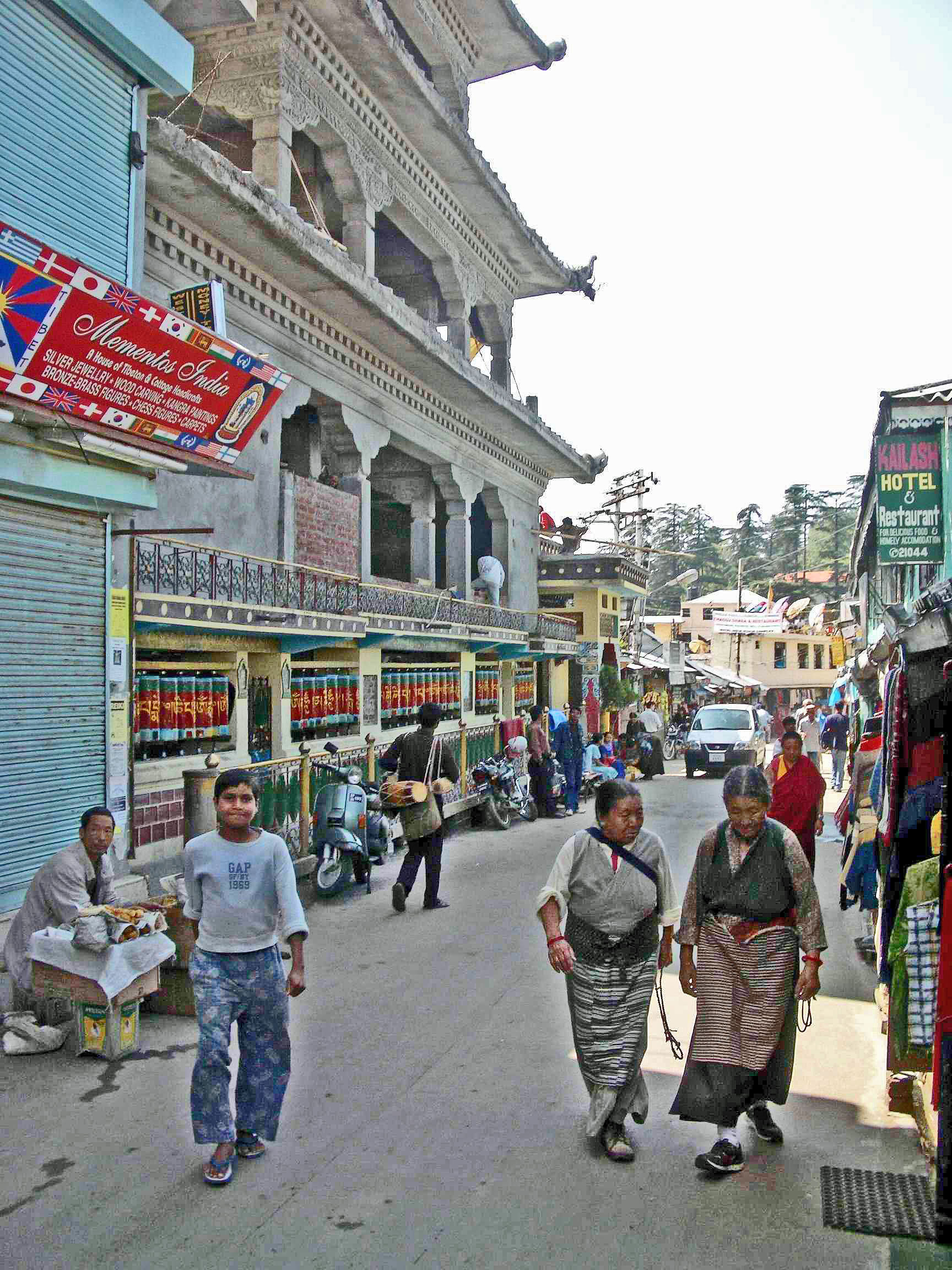
ulica w McLeod Ganj
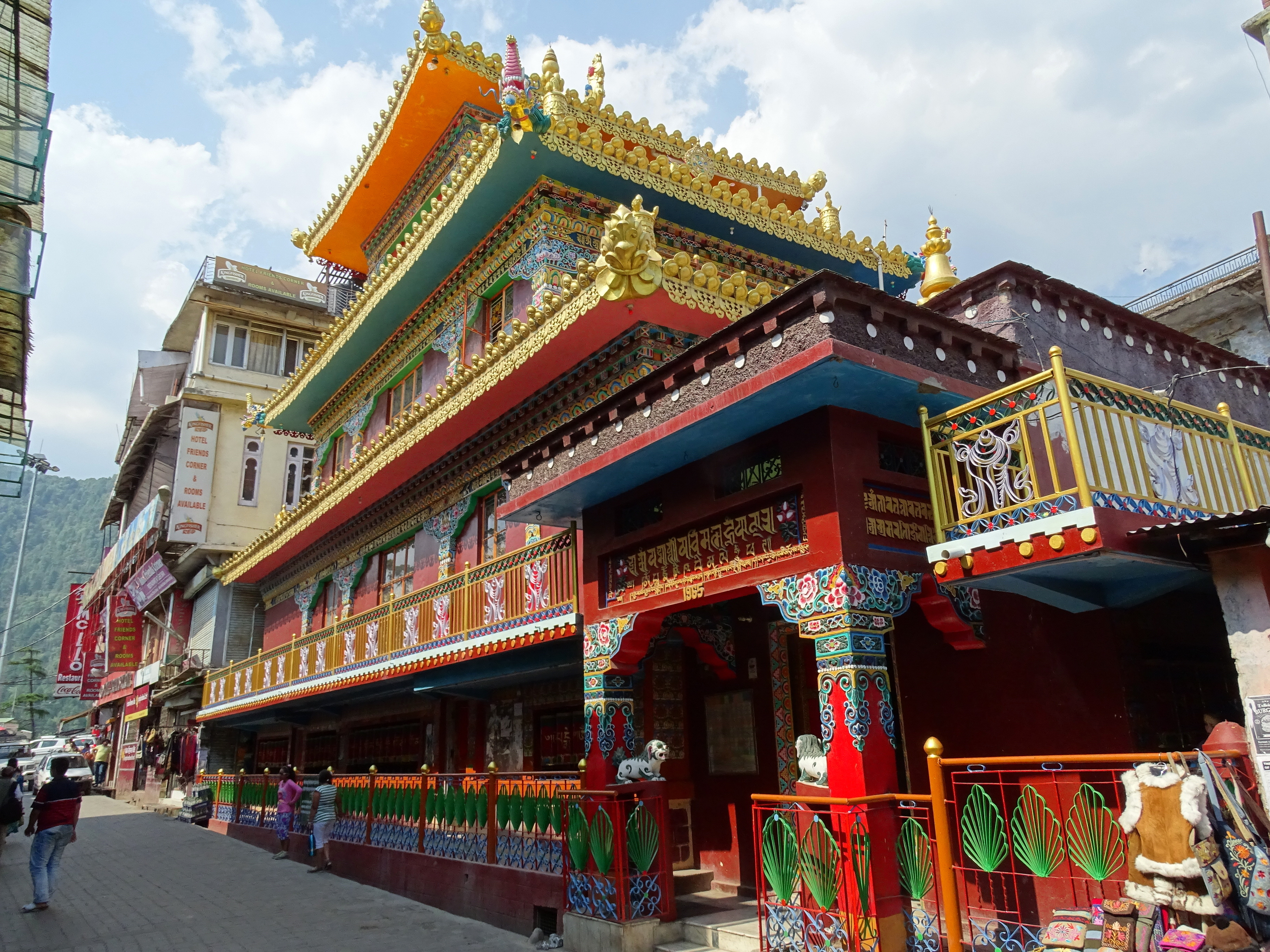
świątynia przy głównej ulicy
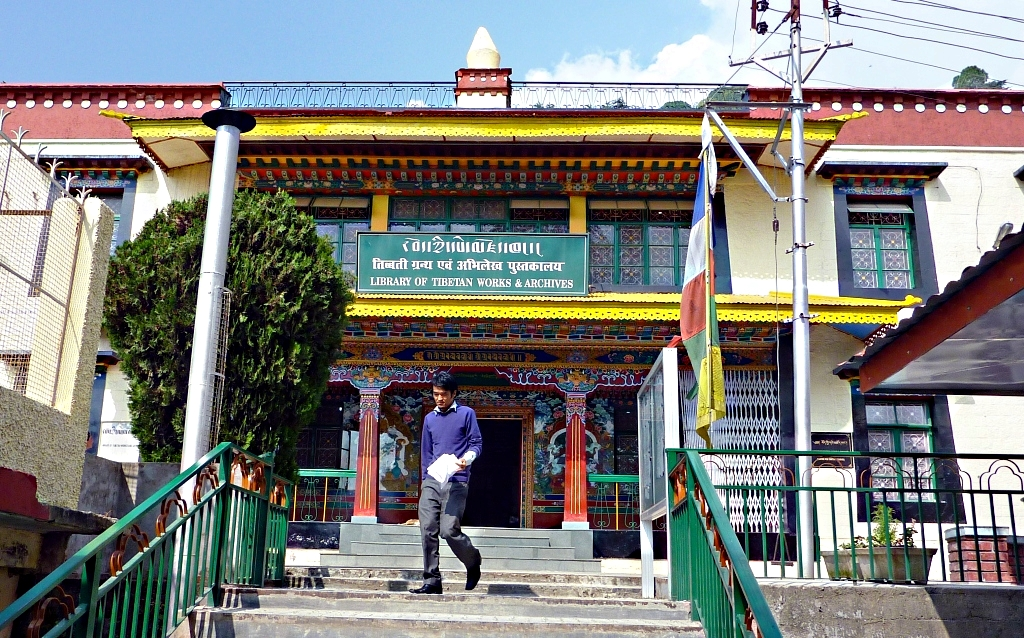
Biblioteka Tybetańskich Dzieł i Archiwów
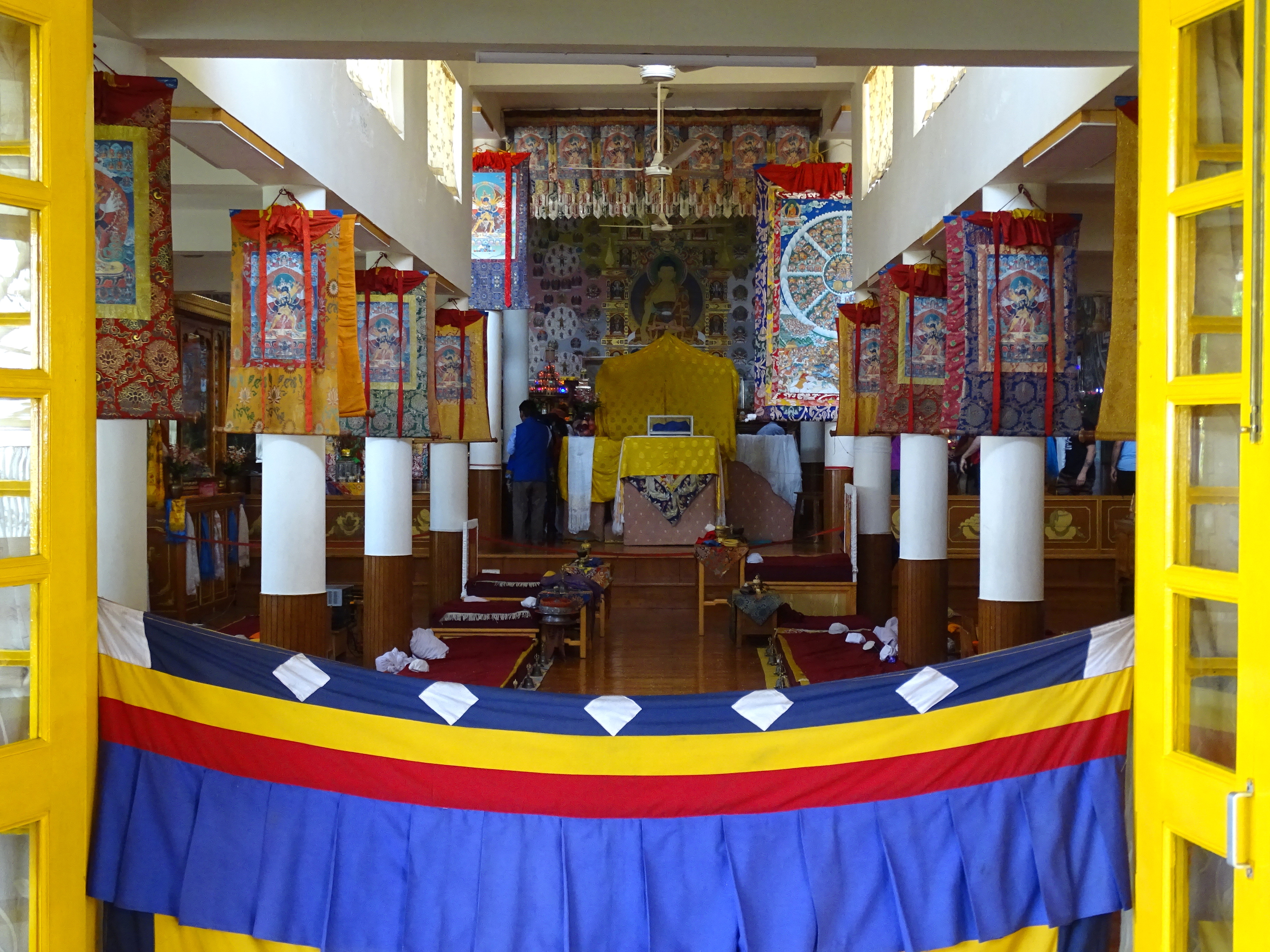
wnętrze Muzeum Tybetańskiego
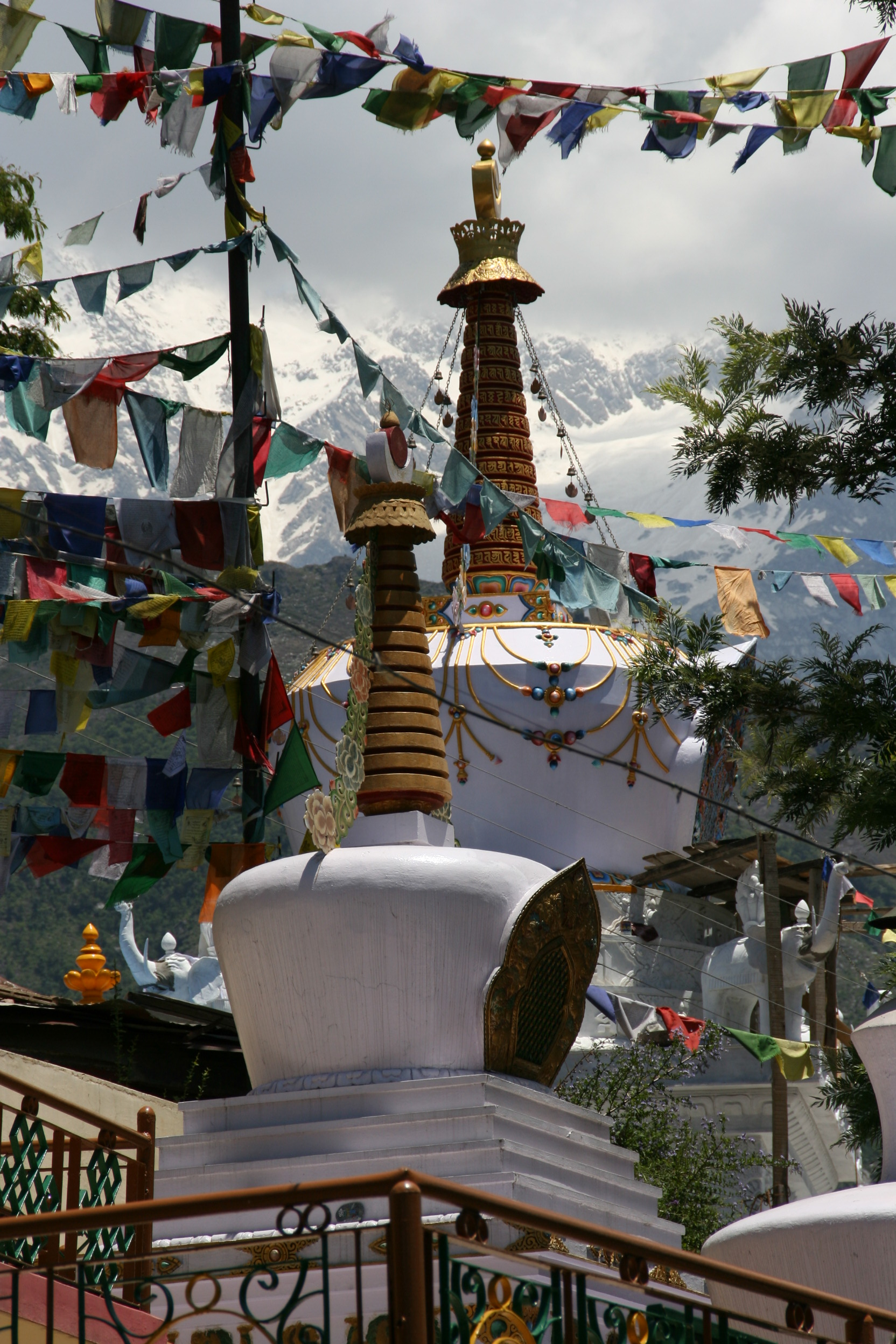
czorteny w McLeod Ganj
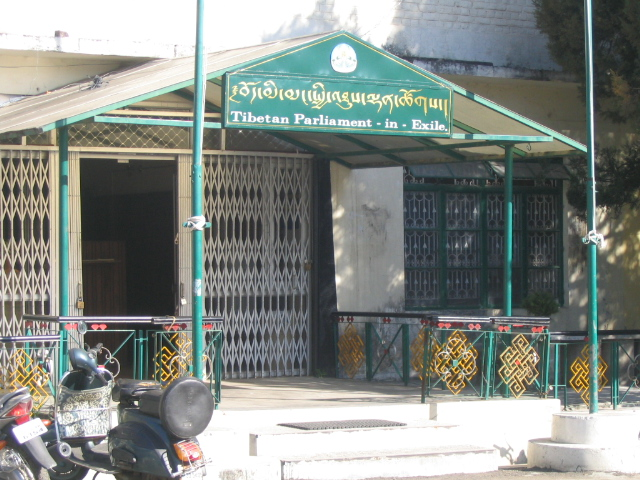
Parlament Tybetański na Uchodźstwie